# Peschitta
Die Peschitta (Ostsyrisch ܦܫܝܼܛܬܵܐ beziehungsweise Westsyrisch ܦܫܺܝܛܬܳܐ ‚die Einfache‘) oder auch Peschittā, Peschittō oder Peshitta ist eine Bibelübersetzung in die zum östlichen Zweig der aramäischen Sprachen gehörende syrische Sprache. Sie ist die verbreitetste Bibel des syrischen Christentums und gilt als Standardversion der Bibel für Kirchen der syrischen Tradition. Ihre ältesten Handschriften stammen aus dem 5. Jahrhundert, doch ihre Anfänge reichen (für das Alte Testament) in das 1. Jahrhundert zurück. Sie wird heute in der Syrisch-Orthodoxen Kirche von Antiochien und der Assyrischen Kirche des Ostens verwendet. In den ersten nachchristlichen Jahrhunderten entstanden fünf oder sechs verschiedene syrische Übersetzungen der Bibel, die im Nahen Osten weite Verbreitung fanden.

## Wortherkunft und Bezeichnung
Das Wort Peschitta ist feminin und bedeutet so viel wie „einfach“ oder „einfach zu verstehen“. Seine genaue Bedeutung ist jedoch ungewiss: Mit „einfach“ kann im Sinne des lateinischen vulgaris das allgemein Übliche, Gewöhnliche gemeint sein. Vielleicht sollte die Übersetzung damit von auslegenden Paraphrasen, Mehrfachübersetzungen wie der Hexapla oder umfangreicheren Kanonici wie der Septuaginta unterschieden werden. So wird vermutet, dass der Begriff Peschitta eingeführt wurde, um den Text von der Syrohexapla-Übersetzung des Alten Testaments und von der Harklensis-Version des Neuen Testaments zu unterscheiden. Der Name kann aber auch bedeuten, dass es sich um die syrische Vulgata handelt, das ist für das Neue Testament der Fall. Die Bezeichnung Peshitta wurde aber nicht früher als im 9./10. Jahrhundert n. Chr. von einem syrischen Autor benutzt.
Es gibt viele Legenden, wie diese Bibelübersetzung entstanden sein könnte. Eine spätere Legende besagt, dass Stücke des Alten Testaments aus dem Hebräischen für den Nutzen des Hirams zur Zeit des Königs Salomo übersetzt worden sind. Einer weiteren Tradition zufolge habe ein Priester namens Ezra eine Übersetzung zum König von Assyrien geschickt, um die assyrischen Kolonien zu instruieren. Eine weitere unglaubhafte Tradition zieht eine Verbindung zwischen der Übersetzung des Alten und Neuen Testaments und dem Besuch von Taddaeus von Abgar in Edessa.

## Originalität der Peschitta
Nach dem Bibelwissenschaftler Hort ist der überarbeitete Charakter der syrischen Vulgata gewiss. Mit Westcott verbindet er diese Theorie mit der Überarbeitung eines Autors, die in der Peschitta endet. Diese Verbindung ist unter Textkritikern heute weit verbreitet, denn sie geht von einer Überarbeitung des griechischen Textes in Antiochien im späten Teil des 3. Jahrhunderts oder im frühen 4. Jahrhundert aus. Andere Ermittlungen von Burkitt und seinen Wissenschaftlern machen es möglich, dass die Peschitta das Werk des Rabbula, Bischof von Edessa, zu Beginn des 5. Jahrhunderts war. Das Anzeichen dafür ist aber sehr notdürftig, vor allem wenn man Hort mit einbezieht. Burkitt machte es allerdings möglich, dass er Stellen der Rabbula Biografie so zitierte, dass es so scheint, als ob dieser „mit der Weisheit Gottes das Neue Testament aus dem Griechischen ins Syrische wegen der Variationen übersetzt hat“. Das könnte eine gute Darstellung zur Erscheinung der syrischen Vulgata gewesen sein. Der alte syrische Text hat dann durch Überarbeitungen mehr Übereinstimmungen mit dem griechischen Text, den es im 5. Jahrhundert in Antiochien gab, erfahren. Jedoch war Rabbula nicht zufrieden mit der Veröffentlichung seiner Übersetzung und gab Befehle an Priester und Diakone in allen Kirchen eine Kopie des Evangeliums da-Mepharreshe zu hüten und zu verlesen.
Es gab allerdings vor Rabbula, der 411–435 über die syrisch sprechenden Kirchen geherrscht hat, keine Spur der Peschitta und danach gab es keine Spur mehr von irgendeinem anderen Text. Rabbula arbeitete gerne nach dem späteren Auftreten von Theodoret, um die neue Übersetzung zu fördern. Daher haben wir Gründe anzunehmen, dass nur die Peschitta und die Arbeit anderer Texte, von denen heute nur noch Curetonian und Sinaitic bekannt sind, in die moderne Zeit überlebt haben.

## Verwendung der Peschitta
Das offizielle Lektionar der Syrisch Orthodoxen Kirche und der Chaldäisch Syrischen Kirche folgt in ihren Lektionen den zweiundzwanzig Büchern des Neuen Testaments der Peschitta. Diese Ausgabe wird bei theologischen Streitfragen zugrunde gelegt.

## Alttestamentliche Bestandteile
Die Peschitta übersetzt einige der jüdischen heiligen Schriften, die das Judentum um 100 als Tanach kanonisiert und die Alte Kirche seit 180 als Altes Testament bezeichnet und übernommen hatte, sehr ähnlich wie die ältesten palästinischen Targumim.
Daraus schloss Arthur Võõbus 1958, den Übersetzern habe ein solches Targum vorgelegen, das seinerseits auf einem eigenständigen hebräischen Urtext beruhte. Ernst Würthwein nahm dagegen eine direkte jüdische Herkunft der Peschitta an, deren Anfänge er auf 40 bis 70 datierte. Denn vor dem jüdischen Aufstand herrschte in Syrien eine zum Judentum konvertierte Dynastie; für sie und ihre Anhänger sei diese Übersetzung nötig geworden. Andere Forscher führen die Peschitta auf Judenchristen der ersten Jahrhunderte zurück, die die levitischen Gebote der Tora nachlässig übersetzt hätten, da sie sie nicht mehr befolgten.
Auf jeden Fall wurde die Peschitta mehrfach und in den einzelnen Büchern sehr unterschiedlich überarbeitet. Die älteste Peschitta-Handschrift zum Tanach aus dem Jahr 464 enthält das 1., 2., 4. und 5. Buch Mose. Spätere Handschriften glichen den Wortlaut immer stärker griechischen Übersetzungen an und zeigen besonders den Einfluss der Septuaginta. Der Codex Ambrosianus aus dem 6. oder 7. Jahrhundert enthält alle Schriften der Septuaginta.
Das der frühen syrischen Kirche bekannte Alte Testament war im Wesentlichen das der palästinensischen Juden. Es enthielt die gleiche Anzahl an Büchern, allerdings in einer anderen Reihenfolge:
1. Pentateuch
2. Hiob
3. Josua
4. Richter
5. 1. Buch Samuel und 2. Buch Samuel
6. 1. Buch der Könige und 2. Buch der Könige
7. 1. Buch der Chronik und 2. Buch der Chronik
8. Psalmen
9. Sprichwörter
10. Kohelet
11. Ruth
12. Hohelied
13. Ester
14. Esra
15. Nehemia
16. Jesaja
17. Dodekapropheton
18. Jeremia
19. Klagelieder
20. Ezechiel
21. Daniel.
Die meisten apokryphen Bücher des alten Testaments findet man ebenfalls in der Peschitta. Das Buch Jesus Sirach wurde aus dem Hebräischen und nicht aus dem Griechischen, der Septuaginta, übersetzt. Die anderen Apokryphen wurden aus dem Griechischen übersetzt. Im späten 8. oder frühen 9. Jahrhundert wurde eine weitere Übersetzung aus dem Hebräischen für die „apokryphen Psalmen“ Ps 152 bis Ps 155 erstellt. Psalm 151 wurde aus dem Griechischen übersetzt.

## Neutestamentliche Bestandteile

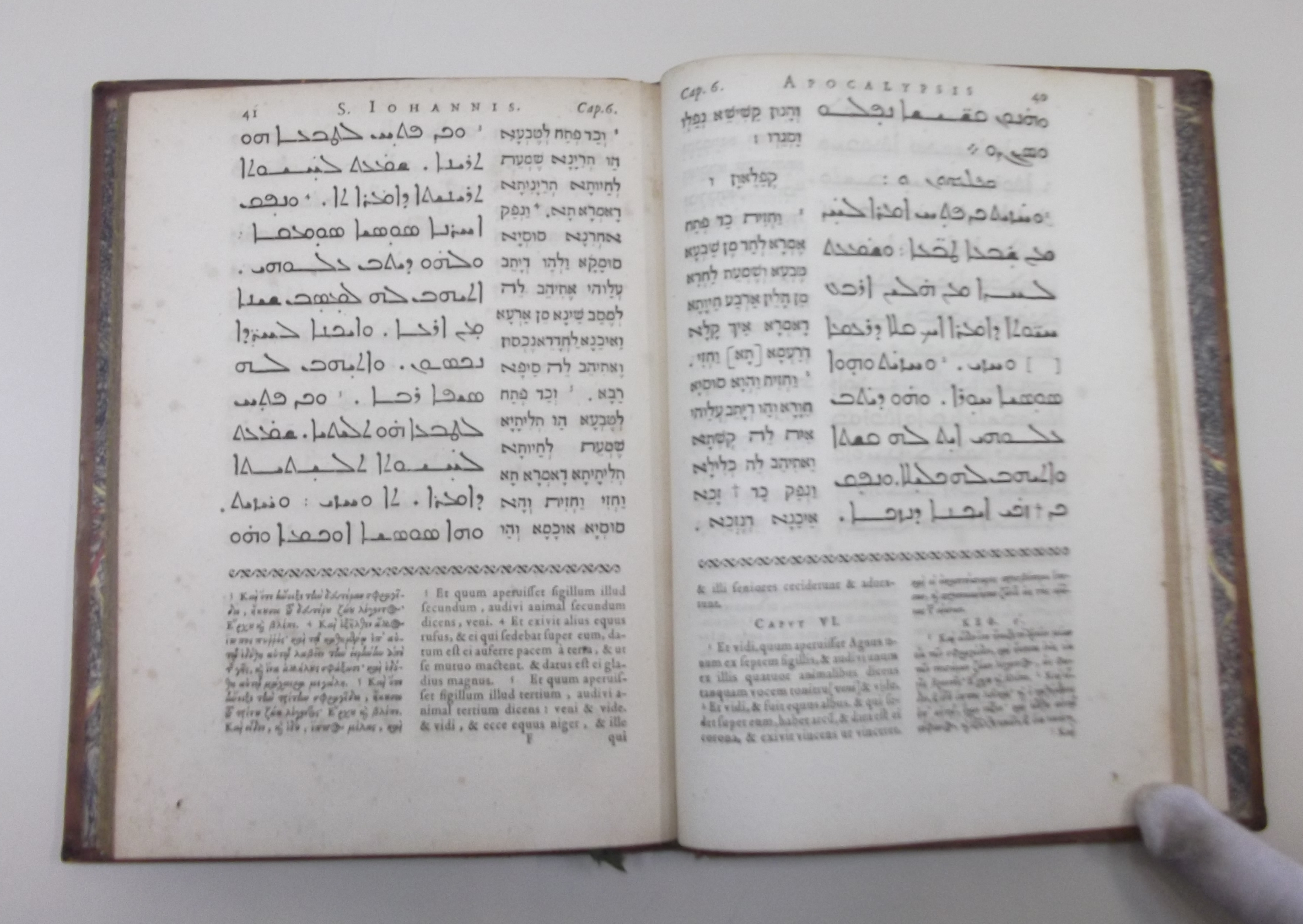
Seiten eines frühen Drucks der Offenbarung des Johannes Syrisch, mit einer Transliteration in hebräische Buchstaben neben dem syrischen Text und Übersetzungen ins Lateinische und Griechische unterhalb der beiden oberen Spalten. (Gelyānā ude-Yoḥanan qaddīsha, id est, Apocalypsis Sancti Iohannis. — Lugduni Batavorum : Ex Typ. Elzeviriana, 1627).

Die Peschitta des Neuen Testaments ist im syrischen Raum im 4. Jh. entstanden, nach manchen Autoren allerdings schon bis 145. Sie vereint alle vier Evangelien in einem Buch und löste damit das bisher benutzte Diatessaron ab. Auch andere altsyrische NT-Übersetzungen wie das evangelion da-mephareshe (Evangelium des Getrennten) enthielten diese, wurden aber in der syrischen Kirche nicht verwendet. Bis zur Eingliederung des syrischen Christentums in die byzantinische Reichskirche (ca. 325–400) galten dort nur das Diatessaron und die Paulusbriefe als kanonisch. Danach verdrängte die stärker am griechischen NT orientierte neutestamentliche Peschitta das Diatessaron. Bischof Rabulas (411–435) verschaffte ihr alleinige Geltung, indem er das Diatessaron verbrennen ließ. Lange Zeit galt er auch als ihr Verfasser.
Die Übersetzung des syrischen Neuen Testaments muss sehr früh angefertigt worden sein. Sie ist höchstwahrscheinlich die älteste in der syrischen Hauptstadt Antiochien. Dort wurden Christen das erste Mal als „Christen“ bezeichnet. Neuere Forschungen gehen aber davon aus, dass dieser Ort eher die „literarische Hauptstadt“ Edessa war.
Aufgrund einiger verwendeter Zitate von Hegesippus aus dem Hebräerevangelium wird davon ausgegangen, dass es schon 160 bis 180 nach Christus ein syrisches Testament gab. Es ist sicher, dass diesem frühen Neuen Testament der syrischen Kirche nicht nur die sogenannten Antilegomena (2 Petr, 2 Joh, 3 Joh, Offb, Judas), sondern alle katholischen Briefe fehlten. Diese wurden später übersetzt und dem syrischen Kanon hinzugefügt. Außerdem fehlen die Perikope von der Ehebrecherin (Joh 7,53–8,11) und die Verse Lk 22,17f.
In einigen älteren Handschriften der Peschitta liegen die Evangelien in der Reihenfolge Mt Joh Lk Mk vor. Eine Erklärung dafür könnte sein, dass man den beiden Aposteln die erste Stelle zukommen lassen wollte. Bei den beiden Apostelschülern begründete die längere Version des Lukas den Vorrang gegenüber Markus.
Anfang des 20. Jahrhunderts waren mehr als 300 Handschriften des Neuen Testaments bekannt. Die ältesten bekannten Handschriften stammen aus dem 5. und dem 6. Jahrhundert.
Die Peschitta wird in beiden Teilen der gespaltenen syrischen Kirche verwendet (Monophysiten und Nestorianer). Deswegen muss sie vor deren Spaltung entstanden sein, spätestens um die Mitte des 5. Jahrhunderts.
Seit dem 5. Jahrhundert nach Christus enthält die Peschitta sowohl das Alte als auch das Neue Testament.
Die Assyrische Kirche des Ostens sieht die neutestamentlichen Bestandteile als das ursprüngliche und reine Neue Testament an. In den Peschittaausgaben der Syrisch-Orthodoxen Kirche ist die Offenbarung des Johannes nicht enthalten, da sie diese nicht als kanonisch anerkennt.

## Ausgaben
- Peshiṭta Institute of the University of Leiden (Hrsg.): Peshitta. The Old Testament in Syriac. Brill Verlag

Part I/1, 1977: Genesis-Exodus, ISBN 90-04-05286-0
Part II/1a, 1982: Job, ISBN 90-04-06342-0
Part II/2, 1978: Judges – Samuel, ISBN 90-04-05873-7
Part II/3, 1980: Proverbs-Wisdom of Solomon-Ecclesiastes-Song of Songs, ISBN 90-04-06065-0
Part II/4, 1980: The book of Psalms, ISBN 90-04-06207-6
Part III/1, 1980: Isaiah, ISBN 90-04-07766-9
Part III/3, 1993: Ezekiel, ISBN 90-04-07314-0
Part III/4, 1993: Dodekapropheton – Daniel-Bel-Draco, ISBN 90-04-06302-1
Part IV/2, 1998: Chronicles, ISBN 90-04-10960-9
Part IV/3, 1973: Apocalypse of Baruch, 4 Esdras, ISBN 90-04-03741-1
Part IV/6, 1972: Canticles or Odes, Prayer of Manasseh, Apocryphal Psalms, Psalms of Solomon, Tobit, 1 – 3 Esdras, ISBN 90-04-03469-2
Part V/1, 1997: Concordance, ISBN 90-04-10664-2

## Einzelbelege
1. ↑  Peschitta. In: DUDEN. Bibliographisches Institut GmbH – Dudenverlag, abgerufen am 15. Oktober 2016.
2. ↑  Bruce M. Metzger: Der Kanon des Neuen Testaments: Entstehung, Entwicklung, Bedeutung. S. 209–213.
3. ↑  Ernst Würthwein: Der Text des Alten Testaments, 4. Auflage 1973, S. 86.
4. ↑  TRE 6 S. 181–196.
5. ↑  Bibel-Lexikon S. 232–234.
6. 1 2  Thomas Nicol: Syriac Versions – International Standard Bible Encyclopedia (1915) − 2. The Designation “Peshito” (“Peshitta”). In: BibleResearch. Michael D. Marlowe, abgerufen am 18. Oktober 2016 (englisch).
7. ↑  Syriac Versions. Abgerufen am 10. Juni 2016.
8. 1 2  Bruce M. Metzger „Der Kanon des Neuen Testaments: Entstehung, Entwicklung, Bedeutung“ S. 209–213
9. ↑  Ernst Würthwein: Der Text des Alten Testaments, 4. Auflage 1973, S. 87f
10. ↑  Thomas Nicol: Syriac Versions – International Standard Bible Encyclopedia (1915) − 3. Syriac Old Testament. In: BibleResearch. Michael D. Marlowe, abgerufen am 18. Oktober 2016 (englisch): „First there was the Pentateuch, then Job, Joshua, Judges, 1 and 2 Samuel, 1 and 2 Kings, 1 and 2 Chronicles, Psalms, Proverbs, Ecclesiastes, Ruth, Canticles, Esther, Ezra, Nehemiah, Isaiah followed by the Twelve Minor Prophets, Jeremiah and Lamentations, Ezekiel, and lastly Daniel.“
11. 1 2 3  TRE 6.
12. ↑  Peshitta New Testament. In: Peshitta Tool. Dukhrana Biblical Research, abgerufen am 13. Dezember 2016.
13. ↑  Kurt Aland u. a. (Hrsg.): Novum Testamentum Graece, 26. Auflage, Deutsche Bibelstiftung Stuttgart, 1981, S. 17*
14. ↑  Paul D. Younan: History of the Peshitta. Peshitta Aramaic/English Interlinear New Testament, 2000, abgerufen am 15. April 2014 (englisch).